# Pirates of the Caribbean – Fluch der Karibik 2
Pirates of the Caribbean – Fluch der Karibik 2 (Originaltitel: Pirates of the Caribbean: Dead Man’s Chest; dt. Piraten der Karibik: Des toten Mannes Truhe) ist ein US-amerikanischer Spielfilm aus dem Jahr 2006, der die Fortsetzung von Fluch der Karibik ist und somit den zweiten Teil der Pirates-of-the-Caribbean-Saga darstellt. Regie bei dem Piratenfilm führte Gore Verbinski; das Drehbuch schrieben Ted Elliott und Terry Rossio. Die Hauptrollen spielten Johnny Depp, Orlando Bloom und Keira Knightley. Der Film ist eine Co-Produktion von Walt Disney Pictures und Jerry Bruckheimer Films im Verleih der Buena Vista International.
Die Filmreihe basiert auf einer Themenfahrt, die im Disneyland Resort am 18. März 1968 eröffnet wurde. Pirates of the Caribbean gilt als eine der beliebtesten und bekanntesten Disney-Attraktionen.

## Handlung
Die Filmhandlung beginnt während der Hochzeitsfeier von Elizabeth Swann und Will Turner in Port Royal. Noch bevor sich beide das Ja-Wort geben können, werden Elizabeth und Will von Lord Cutler Beckett, einem hochrangigen Repräsentanten der Britischen East-India Trading Company, verhaftet. Beide verhalfen im ersten Teil dem Piraten Captain Jack Sparrow zur Flucht, weshalb sie jetzt gehängt werden sollen. Elizabeths Vater, Gouverneur Weatherby Swann, ist machtlos. Beckett verspricht, Elizabeth und Will nicht zu bestrafen, wenn Will ihm Jacks Kompass beschafft. Dieser zeigt stets in Richtung des vom Kompassträger meistgewünschten Objektes.
Jack macht sich unterdessen auf die Suche nach dem Schlüssel zu einer Truhe, in der sich Davy Jones’ Herz befindet. Jack hatte Davy Jones vor dreizehn Jahren versprochen, hundert Jahre lang Mitglied von Jones’ Crew zu werden, wenn dieser für ihn die zuvor gesunkene Black Pearl vom Meeresgrund bergen würde. Nun ist Jones auf der Suche nach Sparrow, da dieser seine Schuld einlösen muss. Deshalb schickt er Wills Vater, der inzwischen als Untoter der Crew von Jones angehört, zu Jack, um ihn mit dem Schwarzen Mal zu kennzeichnen, damit Jones ihn finden und sein Seeungeheuer auf ihn hetzen kann. Von Panik ergriffen, lässt Jack Land ansteuern, da ihm Jones hier nichts anhaben kann.
Nachdem Will auf der Suche nach Jack auf der Pirateninsel Tortuga von einem Fischer den Hinweis erhält, dass Jacks Schiff vor einer Kannibaleninsel liege, steuert er diese an und findet dort tatsächlich die Black Pearl und Jack sowie einige Mitglieder der Crew. Dort haben die Eingeborenen Jack zu ihrem Gott ernannt, wollen ihn jedoch im Laufe eines Rituals töten. In wilder Flucht gelangen Will, Jack und ihre Begleiter auf die Black Pearl und stechen in See, wo sie auf die beiden Piraten Pintel und Ragetti treffen, nachdem diese dem Gefängnis in Port Royal entkommen konnten.
Jacks Mannschaft bemerkt die Veränderungen ihres Kapitäns, und Bootsmann Joshamee Gibbs klärt sie darüber auf, dass dies mit Davy Jones zu tun hat, der hinter Jack her wäre. Um ihn zu töten, müsste man sein Herz zerstören. Will und Jack erfahren von der geheimnisvollen Tia Dalma, dass sich Davy Jones’ Herz in einer Truhe befindet, seit es ihm von einer Frau gebrochen wurde und er solche Leiden nicht ertragen wollte. Sie erfahren auch, dass die Truhe auf einer einsamen Insel versteckt ist und er den Schlüssel dazu immer bei sich trägt. Umgehend will Jack sich den Schlüssel holen. Kaum wieder auf See, taucht aus der Tiefe plötzlich Davy Jones’ Schiff, die Flying Dutchman, auf. Er gibt Jack drei Tage Zeit, ihm 100 Seelen anstatt seiner eigenen zu besorgen. Als Anzahlung gibt Jack Will in Jones’ Crew und will ihm die fehlenden 99 in Tortuga besorgen. Tatsächlich finden sich diverse arme Seelen, die auf der Black Pearl anheuern wollen, so auch James Norrington. Dieser hatte seine Anstellung bei der Royal Navy wegen der missglückten Jagd auf Jack verloren. Obwohl Norrington Jack gegenüber eine große Abneigung hat, wird er in die Crew der Black Pearl aufgenommen. Schließlich braucht Jack jeden Mann, um sich freizukaufen. Überraschend trifft er in Tortuga auf Elizabeth, der die Flucht aus Port Royal gelang und die ihrerseits auf der Suche nach Will ist. Diese Sehnsucht nutzt Jack für seine Zwecke. Der Kompass dient ihm seltsamerweise schon seit einiger Zeit nicht, so redet er auf Elizabeth ein, dass die Truhe auch zu Will führen würde und sie es sich von Herzen wünschen solle. Ungläubig willigt sie ein und kaum hält sie den Kompass in den Händen, funktioniert er endlich wieder und zeigt die Richtung, in die sie segeln müssen. Gemeinsam machen sie sich auf den Weg zur Insel Isla Cruces in der Hoffnung, die Truhe dort zu finden.
Will trifft in der Zwischenzeit auf Jones’ Schiff seinen Vater: „Stiefelriemen-Bill“ Turner. Dieser hilft ihm, den Schlüssel zu der Truhe, die Jones’ Herz beinhaltet, zu finden. Schließlich ermöglicht er auch die Flucht seines Sohnes von der Flying Dutchman. Er gibt ihm außerdem ein Messer mit. Will verspricht, dass er seinen Vater befreien wird, indem er das Messer durch Jones’ Herz sticht. Will flieht in einer Schaluppe aufs offene Meer und wird von einem Handelsschiff aufgenommen, das nun von der Flying Dutchman verfolgt wird. Der wütende Jones schickt seinen Riesenkraken aus, der das Schiff zerstört und in die Tiefe zieht. Will überlebt und versteckt sich auf Jones Schiff, das nun Kurs auf Isla Cruces nimmt, da Jones die Truhe dort nicht mehr sicher wähnt. Die wird bereits von Jack ausgegraben, nachdem er sie mit Hilfe des Kompasses hatte finden können. Ehe er die Truhe öffnen kann, trifft die Flying Dutchman und mit ihr Will ein und macht Jack seine Beute streitig.

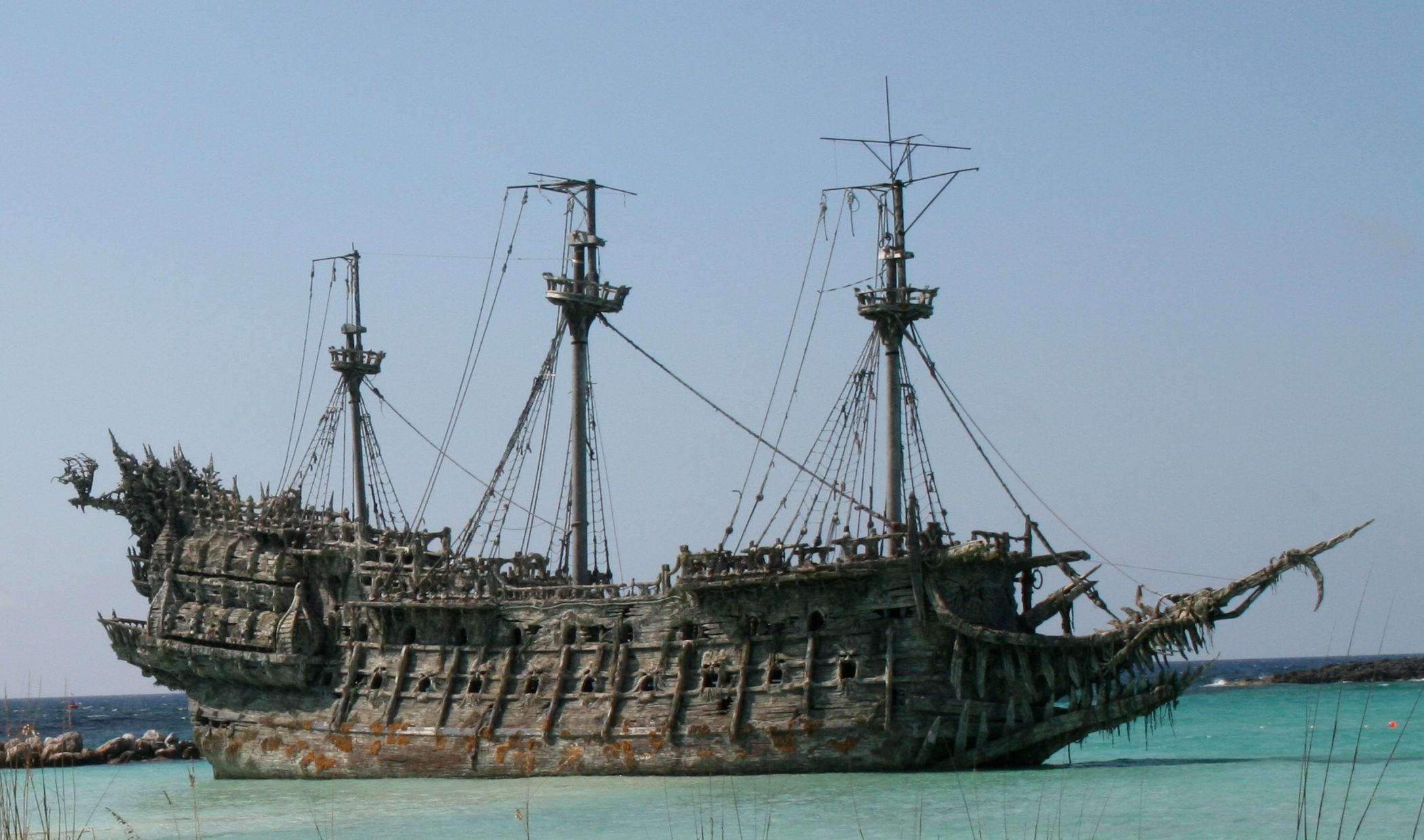
Kulisse der Flying Dutchman im Disney-Resort Castaway Cay

Während Jack Davy Jones’ Herz benutzen möchte, um sich selbst von seinem Fluch freizukaufen, hat Will vor, damit seinen Vater zu befreien. Norrington will hingegen Jones’ Herz stehlen und es Lord Beckett übergeben, um damit seine eigene Rehabilitation zu erreichen. Er weiß, dass Beckett das Herz dazu benutzen würde um, so wie Davy Jones, die Weltmeere zu beherrschen. Zwischen Jack, Will und Norrington entbrennt ein Kampf um den Schlüssel der Truhe. Pintel und Ragetti versuchen inzwischen, die Truhe zu stehlen, und werden dabei von Elizabeth verfolgt. Schließlich betritt Jones’ Crew die Insel, um ebenfalls der Truhe und des Schlüssels habhaft zu werden. Norrington kann letztlich mit Jones’ Herz flüchten und es später Lord Beckett übergeben, während Jack, Elizabeth, Will und der Crew die Flucht zur Black Pearl gelingt.
Um Jack zu töten, ruft Jones wieder den Riesenkraken, der die Black Pearl ins Meer ziehen soll. Da der Kampf gegen den Kraken aussichtslos scheint, beschließt die Besatzung, im Beiboot zu flüchten. Um eine Chance zur Flucht zu haben, küsst Elizabeth Jack und kettet ihn dabei fest, mit den Worten, dass der Krake nur hinter ihm her sei. Während Jack mit der Black Pearl vom Riesenkraken in das Reich von Davy Jones hinabgezogen wird, gelingt der Crew die Flucht.
Die Besatzung kehrt ratlos zu Tia Dalma zurück, von der sie erfahren, dass sie Jack wieder befreien können, indem sie in das Reich von Davy Jones segeln und ihren Kapitän zurückholen. Tia Dalma stellt ihnen dafür den Piratenkapitän Barbossa zur Seite, der im ersten Teil von Jack Sparrow erschossen worden und wieder am Leben ist.

## Entstehungsgeschichte
Das Filmbudget umfasste über 225 Millionen US-Dollar. Die Dreharbeiten auf den Bahamas, St. Vincent, Dominica, in Los Angeles, Santa Clarita und den Walt-Disney-Studios in Burbank, Kalifornien, begannen im März 2005 und dauerten bis zum 10. September 2005. Die Spezialeffekte wurden unter anderem von Industrial Light & Magic (ILM) realisiert. Dabei wurde zum Beispiel die Filmfigur Davy Jones vollständig im Computer generiert, nur seine Stimme, Augen und seine Bewegungen stammen von Bill Nighy. Fluch der Karibik 2 (US-amerikanischer Titel: Pirates of the Caribbean 2 – Dead Man’s Chest) und Teil 3 der Filmtrilogie wurden als ein Filmprojekt gedreht, um Kosten zu sparen. Kinostart von Pirates of the Caribbean – Fluch der Karibik 2 (US-amerikanischer Titel: Pirates of the Caribbean: Dead Man’s Chest ) war in Deutschland am 27. Juli 2006.

## Synchronisation
Die deutsche Synchronstimme von Johnny Depp ist zwar meist mit David Nathan besetzt, im ersten Teil Fluch der Karibik wollte der zuständige Supervisor jedoch eine andere Synchronisation Depps haben. Also wurde Marcus Off besetzt, der den ganzen Film noch einmal einsprach und die Rolle auch im zweiten und dritten Teil übernahm.
Die deutschsprachige Synchronisation entstand bei der FFS Film- & Fernseh-Synchron in Berlin nach einem Dialogbuch von Simon Jäger, der auch Dialogregie führte.
| Rolle                       | Darsteller        | Deutscher Sprecher     |
| --------------------------- | ----------------- | ---------------------- |
| Captain Jack Sparrow        | Johnny Depp       | Marcus Off             |
| William „Will“ Turner       | Orlando Bloom     | Matthias Deutelmoser   |
| Elizabeth Swann             | Keira Knightley   | Giuliana Jakobeit      |
| Captain Davy Jones          | Bill Nighy        | Hans-Jürgen Dittberner |
| Joshamee Gibbs              | Kevin McNally     | Bert Franzke           |
| Commodore James Norrington  | Jack Davenport    | Thomas Nero Wolff      |
| Tia Dalma                   | Naomie Harris     | Vera Teltz             |
| Lord Cutler Beckett         | Tom Hollander     | Axel Malzacher         |
| Governor Weatherby Swann    | Jonathan Pryce    | Lutz Riedel            |
| „Stiefelriemen“ Bill Turner | Stellan Skarsgård | Roland Hemmo           |
| Ian Mercer                  | David Schofield   | Ernst Meincke          |
| Captain Hector Barbossa     | Geoffrey Rush     | Martin Umbach          |

## Rezeption

### Kritiken
Die Kritiker nahmen den Film unterschiedlich auf. Unter anderem wurde kritisiert, dass der Film zu lang und Gore Verbinski in seine Figuren zu vernarrt sei und deswegen die Handlung vernachlässigt habe. Positive Stimmen lobten, der Film sei ein höchst amüsanter Abenteuerfilm mit atemberaubender Action und fantastischen Charakteren. Außerdem wurde Johnny Depps schauspielerische Leistung gelobt.
Das Lexikon des internationalen Films schrieb: „Turbulente Fortsetzung der Genreparodie „Fluch der Karibik“ (2003), die mit ihrer Fülle von Einfällen Handlung wie Zuschauer etwas überfordert, wobei sie im Grunde nur wenige Überraschungen zu bieten hat. Wegen seiner überzeugenden Selbstironie sticht der Film dennoch weit aus dem Gros gängiger Genreproduktionen heraus.“
Bill Zwecker schrieb in der Chicago Sun-Times vom 6. Juli 2006: „Dieser zweite Film besteht eigentlich nur aus Nervenkitzel, Spezialeffekten und pausenlos Action – aber praktisch ohne zusammenhängende oder beherrschende Handlung.“ („This second film is pretty much all thrills, special effects and nonstop action – but with virtually no cohesive or compelling story line.“)
Das deutsche Kino- und DVD-Magazin WIDESCREEN schrieb in Ausgabe 09/06: „Jack Sparrows neues Abenteuer ist ein überfrachtetes Actionfeuerwerk. Eine atemlose Hatz durch Spezial- und digitale Effekte. Eine Ansammlung berstender Planken, rasselnder Säbeln und schwingender Taue, die nie zur Ruhe kommen. Eine Aneinanderreihung von Höhepunkten an Höhepunkte! Und das macht verdammt noch eins einen Höllenspaß! Wen interessiert es, dass die Handlung etwas sprunghaft wirkt, wenn nur das Spektakel gleichmäßig hochgehalten wird? Dieser Teil 2 hat alles, was ein Bombastabenteuer auf der großen Leinwand haben muss. Und mehr: Denn Jack Sparrow und seine Sprüche sind einmal mehr das, was die Spreu vom Weizen trennt. Der Sommerblockbuster hat seine Aufgabe erfüllt.“

### Einspielergebnis
Der Film kam am 7. Juli 2006 in die US-amerikanischen Kinos, spielte am Startwochenende 132 Millionen US-Dollar ein und stellte damit einen neuen Rekord auf. Mit über 423 Millionen Dollar Einspielergebnis gehört der Film zu den sechs erfolgreichsten Filmen in den US-Kinos. Am 27. Juli 2006 startete er in den deutschen Kinos, wo er mehr als 7 Millionen Zuschauer fand und damit nach Ice Age 2 – Jetzt taut’s der erfolgreichste Film 2006 in Deutschland ist. Weltweit spielte er über 1 Milliarde Dollar ein und liegt damit auf Platz 45 (Stand: 19. April 2025) in der Liste der erfolgreichsten Filme aller Zeiten.

## Auszeichnungen
Der Film erhielt eine Goldene Leinwand für mehr als drei Millionen Kinozuschauer in Deutschland sowie kurze Zeit später eine Goldene Leinwand mit Stern für mehr als sechs Millionen Zuschauer. Johnny Depp wurde für den Golden Globe in der Kategorie „Bester Hauptdarsteller“ nominiert, ging aber leer aus. Einen Oscar erhielt der Film in der Kategorie „Beste visuelle Effekte“ und war weiterhin nominiert für: „Bester Ton“, „Bester Tonschnitt“ und „Bestes Szenenbild“.
Bei der Verleihung der MTV Movie Awards 2007 wurde der Film in der Kategorie „Bester Film“ ausgezeichnet. Johnny Depp erhielt den Preis für die „Beste Darstellung“, Keira Knightley war in derselben Kategorie nominiert gewesen. Bill Nighy musste sich in der Kategorie „Bester Filmbösewicht“ Jack Nicholson (Departed: Unter Feinden) geschlagen geben.

## Sonstiges

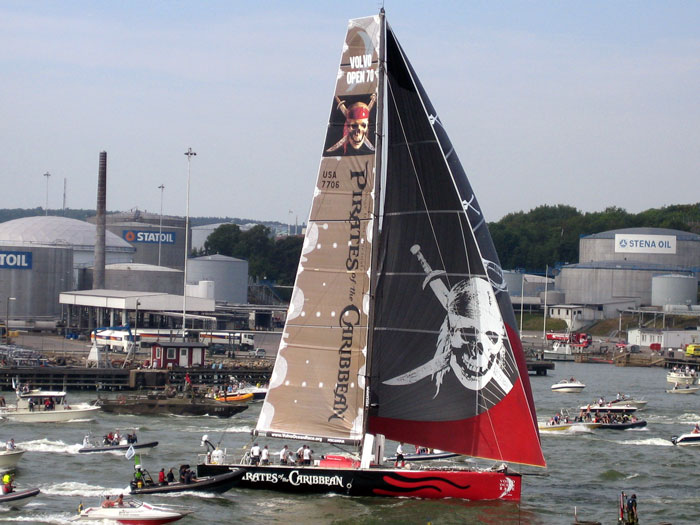
Werbeträger Pirates of the Caribbean vor dem Etappensieg beim Volvo Ocean Race

- Als Werbeträger fuhr 2005/2006 eine Regatta-Yacht unter dem Namen Pirates of the Caribbean (d. h. dem ersten Teil des englischen Originaltitels) bei der Langstrecken-Regatta Volvo Ocean Race mit. Das Schiff gewann die letzte Regattaetappe und erreichte in der Gesamtwertung Platz 2.[13]
- Der Originaltitel Dead Man’s Chest lässt sich auf den Anfang des Piratenliedes aus Die Schatzinsel ableiten. Chest bedeutet sowohl „Brust“ als auch „Truhe“, wobei auf das Herz von Davy Jones angespielt wird.
- Nach einer nachträglichen Idee der Autoren sollte der Kapitän, der mit Gouverneur Weatherby Swann befreundet war, Kapitän Hawkins, den auf See verschollenen Vater von Jim Hawkins aus Die Schatzinsel darstellen. Diese Idee schaffte es jedoch nicht in die Endfassung des Filmes.
- Ein weiterer Bezug zu Die Schatzinsel ist das Schwarze Mal, das dort als Schwarzer Fleck an Bill Bones und auch an Long John Silver übergeben wird.
- Keira Knightley trug bei den Dreharbeiten zu Fluch der Karibik 2 und dem zeitgleich entstandenen dritten Teil Haarverlängerungen (Extensions), da ihre eigenen Haare zu dem Zeitpunkt nach einem vorherigen Dreh des Films Domino, bei dem sie kurze Haare tragen musste, noch zu kurz waren.
- Im ersten Teil erhält Jack Sparrow von den Damen Scarlett und Giselle jeweils eine Ohrfeige. In diesem Teil erhält Will Turner von Giselle eine Ohrfeige, die er an Jack weitergeben soll. Während Scarlett und Giselle sich im ersten Teil noch nicht kannten, sind sie in diesem wohl befreundet, da Will sie zusammen antrifft und Scarlett lacht, als Will von Giselle geohrfeigt wird.